# لمنة ثلاثية الأخاديد
لمنة ثلاثية الأخاديد (الاسم العلمي:Lemna trisulca) هي نوع من النباتات يتبع جنس اللمنة من الفصيلة اللوفية.